# Fusinus paulus
Fusinus paulus is een slakkensoort uit de familie van de Fasciolariidae. De wetenschappelijke naam van de soort is voor het eerst geldig gepubliceerd in 1981 door Poorman.